# Histria

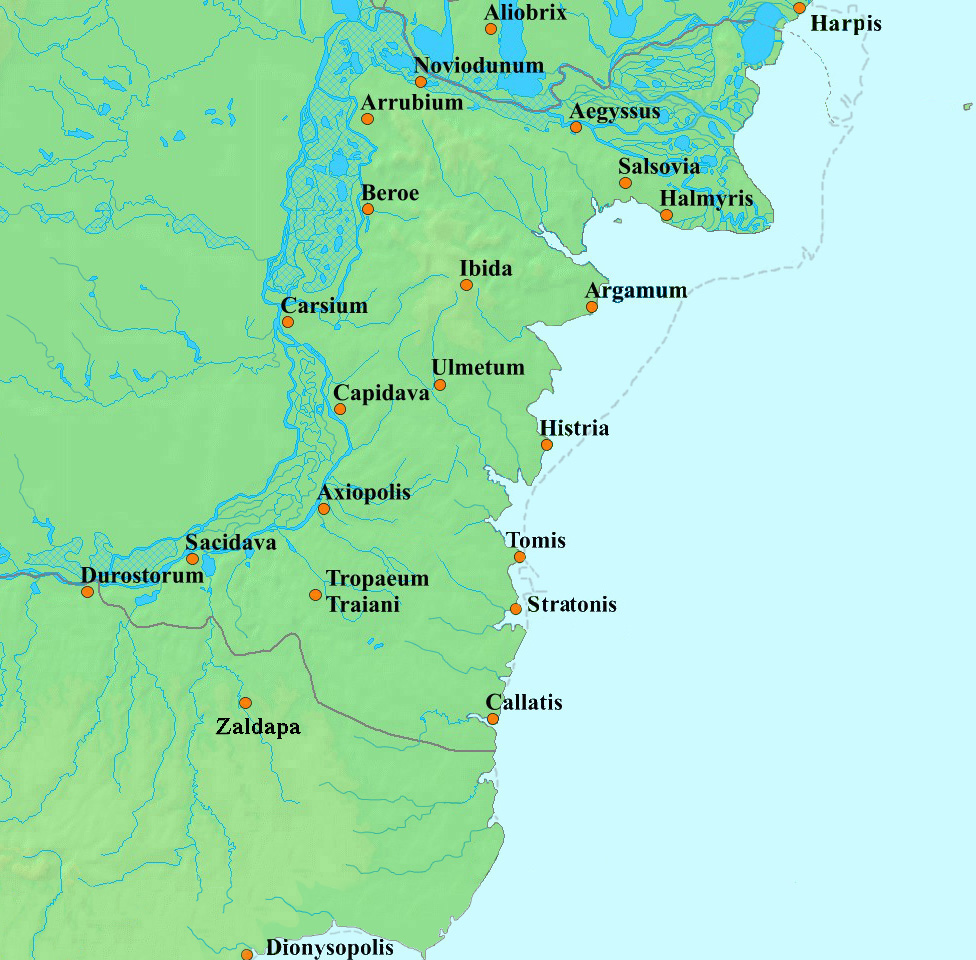
Orașe și colonii antice în Dobrogea (linia de coastă modernă e arătată printr-o linie punctată)

Histria sau Istros (în greacă veche Ἰστρίη), a fost o colonie greacă sau polis (πόλις, oraș) lângă gurile Dunării (cunoscută ca Ister în greaca veche), pe coasta de vest a Mării Negre. Numele Histria derivă de la cuvântul latin „Hister”, care înseamnă „Dunăre”, numele râului în apropiere de care se afla orașul, și „-ia”, un sufix adăugat unui cuvânt ca să semnifice faptul că a fost un loc, ca în Gallia sau Romania. Împreună, Histria înseamnă „Pe Dunăre”, „Situat lângă (sau pe) Dunăre”. A fost prima așezare urbană de pe teritoriul românesc actual, când a fost fondată de coloniștii din Milet în secolul VII î.Hr. A fost sub stăpânire romană din secolele I-III d.Hr. Invaziile din secolul al VII-lea d.Hr. au făcut-o imposibil de apărat, iar orașul a fost abandonat. În Antichitate, purta și numele Istropolis, Istriopolis și Histriopolis (Ἰστρόπολις, Ἰστρία πόλις).
Histriopolis a fost un fort din provincia romană Moesia. Așa cum arată Tabula Peutingeriana, e situat între Tomis și Ad Stoma; 11 mile romane de Tomis și 9 mile de Ad Stoma.

## Istoric
Histria a fost întemeiată de coloniști greci din Milet în jurul anului 657 î.Hr. (după istoricul Eusebiu din Cezareea) sau 630 î.Hr. (după Skymnos), ca port la Marea Neagră și distrusă prin secolul al VII-lea d.Hr. de invaziile avaro-slave.
Pe plan politic, Histria a jucat un rol important prin participarea la revolta orașelor pontice împotriva regelui macedonean Lisimah, la războiul împotriva Bizanțului și la conflictul care l-a opus pe Mithridates al VI-lea Eupator romanilor. 
În jurul anului 260 î.Hr., Histria s-a aliat cu cetatea Orașul antic Callatis pentru a smulge orașului Byzantion controlul asupra portului  Orașul antic Tomis. 
Strabon scria că cetatea Histria se află „la o depărtare de 500 de stadii de gura sacră a Istrului”.
Orașul Histria a avut o dezvoltare neîntreruptă timp de aproape 1300 ani, începând cu perioada greacă și terminând în perioada bizantină. În perioada greacă (sec. VII – I î.Hr.), orașul era format din două părți distincte, acropola și așezarea civilă, după un model des întâlnit în orașele antice grecești, structură care a fost menținută pană la abandonarea orașului în secolul al șaptelea d.Hr. Unul din motivele abandonării orașului este și colmatarea vechiului golf al Mării Negre, în care era amenajat portul, golful devenind în prezent complexul lagunar Razim-Sinoe. 

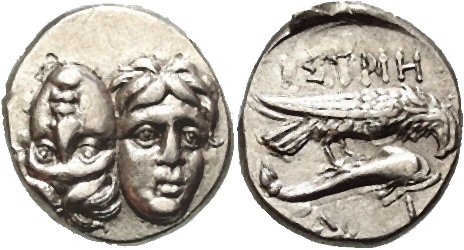
Primele monede bătute pe teritoriul României, la Histria

În Histria au fost bătute primele monede de pe actualul teritoriu al României, și anume emisiunea de monedă proprie în jurul anului 480/475 a. Chr. Este vorba despre monede de argint turnate care au pe avers simbolul orașului, repezentat de un vultur pe un delfin spre stânga, și legenda IΣTPI încadrate într-un pătrat incus iar pe revers două capete umane alăturate și inversate. 
Cetatea Histria a fost identificată, în 1868, de către arheologul francez Ernest Desjardins, iar cercetările arheologice propriu-zise au fost inițiate în 1914 de către Vasile Pârvan.  Chiar în prima campanie de cercetări arheologice de la Histria, Vasile Pârvan a descoperit o inscripție intitulată Horothesia, care evidenția granițele teritoriul histrian în vremea lui Traian.  Săpăturile au fost continuate apoi sub conducerea lui Scarlat Lambrino, Emil Condurachi, Dionisie M. Pippidi și Petre Alexandrescu. Cercetarea a continuat până în 2010, sub conducerea lui Alexandru Suceveanu. Din 2010 până în prezent cercetarea continuă sub conducerea lui M. Angelescu și a directorului de program de cercetare al IAB, Al. Avram.
Numele cetății Histria (Istria în limba greacă), e dat de denumirea fluviului Istros, cum era denumită Dunărea de către greci. Așezarea era înconjurată de un puternic zid de apărare (numai partea vestică a zidului cetății avea 10 turnuri și două porți ), era alimentată cu apă prin conducte lungi de peste 20 de kilometri, care alimentau și termele construite în epoca romană, străzile erau pavate cu piatră, și poseda atât instituții de educație fizică (gymnasion) cât și cultural-artistice (museion). 
Necropola, situată în afara orașului antic, cuprinde numeroși tumuli funerari și un număr mic de morminte plane. Cercetările realizate de arheologul Petre Alexandrescu au arătat că cel mai des utilizat rit funerar în perioada construcției tumulilor a fost incinerația. Tumulii din necropola de la Histria au în infrastructura lor un șanț periferic, o platformă funerară și o centură din pietre de tipul șisturilor verzi aflorate la limita estică a cetății.  Unii tumuli au patru-cinci metri înălțime, alții sunt mai mici. În centrul movilei sunt morminte unde, lângă mort, sunt depuse vase, în special amfore.  Printre cele mai spectaculoase descoperiri se numără cele din tumulul XII, aparținând unui personaj local important, decedat la sfârșitul secolului al VI-lea î.e.n. și începutul secolului al V-lea î.e.n., care a beneficiat în cadrul ritualului funerar cu evidente influențe homerice de sacrificarea a 35 de indivizi umani și a mai multor cai și măgari, originari cel mai probabil, în lumina analizelor paleoantropologice și paleozoologice din Imperiul Persan.
Ruinele cetății, aflate pe malul lacului Sinoe, pot fi vizitate și astăzi. La vremea construirii cetății, actualul lac Sinoe era un golf deschis la mare.  Printre cele mai vechi descoperiri se numără Zona Sacră a cetății, cuprinzând temple dedicate Afroditei și lui Zeus, situată pe o veche insulă stâncoasă, astăzi unită de țărm, și cartierul civil de pe platoul cetății, cuprinzând numeroase locuințe din perioada arhaică (sec. al VI-lea î.e.n.). 
În prezent, se pot vizita: zidul de apărare, cu turnuri și bastioane, care închidea de la vest către lacul Sinoe suprafața mai mică a orașului roman târziu de circa 7 ha (cuprinzând fosta acropolă a orașului grecesc). Acolo pot fi văzute ruinele conservate ale templelor grecești din zona sacră, străzi pavate și cartiere de locuințe sau ateliere, mai ales romane, terme, bazilici civile și creștine și, în centrul orașului, una dintre cele mai mari bazilici creștine din regiune, datând din secolul VI d.C.
Bazilica episcopală de la Histria, un edificiu de peste 60 de metri lungime și 30 de metri lățime, care ocupa aproape 2% din suprafața cetății târzii, a fost scoasă la lumină în anul 1969, de arheologul Alexandru Suceveanu.  Bazilica episcopală construită în centrul orașului vechi reprezintă cea mai importantă descoperire de epocă romană de la Histria, întrucât acest lucru însemna faptul că, în secolele V - VI e.n., Histria a ajuns la rangul de episcopie. 
În 1994, Mircea Angelescu a descoperit o friză cu opt divinități ale panteonului greco-roman și cu reprezentarea Zeului Soare pe margine. 
În anul 2000 s-a decis deschiderea unui sector de cercetare în interiorul bazilicii civile, cu scopul de a identifica o eventuală incintă a acropolei arhaice. 
Tot din anul 2000 a reînceput cercetarea Basilicii Pârvan, din sud-estul cetății, ceea ce a dus la identificarea trasului suprapus al tuturor incintelor în aceasta zona și la concluzia existentei unei limite naturale (apele marii) spre sud, acolo unde a fost identificat si portul cetatii.

## Muzeul Arheologic Histria
La începutul anilor '20 a fost construit primul muzeu arheologic (de sit) de la Histria, fiind proiectat de arhitectul G. Simotta, în vremea directoratului lui Vasile Pârvan. Din cauza terenului slab, prost ales, în anul 1923 clădirea s-a dărâmat, fiind ulterior demolată definitiv din ordinul directorului Muzeului Național de Antichități, Vasile Pârvan.
Actualul muzeu a fost înființat în 1982, în subordinea Muzeului de Istorie Natională și Arheologie din Constanța, într-o cladire nouă. În Muzeul Arheologic Histria sunt expuse piese de arheologie greacă, romană și bizantină, provenind din cercetările de la Histria și din împrejurimi: amfore, inscripții, vase ceramice, sticlă, opaițe, podoabe, basoreliefuri elenistice, documente epigrafice. 

## Patrimoniu arheologic
Prin ordonanța nr. 43 din 30 ianuarie 2000 privind protecția patrimoniului arheologic și declararea unor situri arheologice ca zone de interes național, Histria a fost înscrisă prima pe lista celor 5 zone de interes arheologic prioritar. 
Situl arheologic "Cetatea Histria" este inclus pe Lista Monumentelor Istorice, cu codul cod LMI CT-I-s-A-02681, cu trei sub-coduri: CT-I-m-A-02681.01 Cetatea Histria; CT-I-m-A-02681.02 Așezarea civilă; CT-I-m-A-02681.03 Necropolă tumulară și plană.  
În data de 13 februarie 2007 Cetatea Histria a fost înscrisă oficial pe Lista Patrimoniului European. 

## Includerea în Rezervația BiosfereiDelta Dunării
Prin hotărârea nr. 248 din 27 mai 1994 pentru adoptarea unor măsuri în vederea aplicării Legii nr.82/1993 privind constituirea Rezervației Biosferei "Delta Dunării", la punctul 2.14. a fost instituită Zona Istria-Sinoie, de 400 ha, amplasată în partea sud-vestică a rezervației, în extremitatea nord-estică a grindului Sacele, care cuprinde promontoriul constituit din șisturile verzi pe care este situat ansamblul arheologic Histria și o porțiune din grindul Sacele, deoarece în zonă există o mare varietate de specii de păsări, precum califarul alb (Tadorna tadorna), rațe, gâște etc. 